# Остерија дел Гато (Перуђа)
Остерија дел Гато је насеље у Италији у округу Перуђа, региону Умбрија.
Према процени из 2011. у насељу је живело 1415 становника. Насеље се налази на надморској висини од 405 м.